# Giovanni Battista Caporali

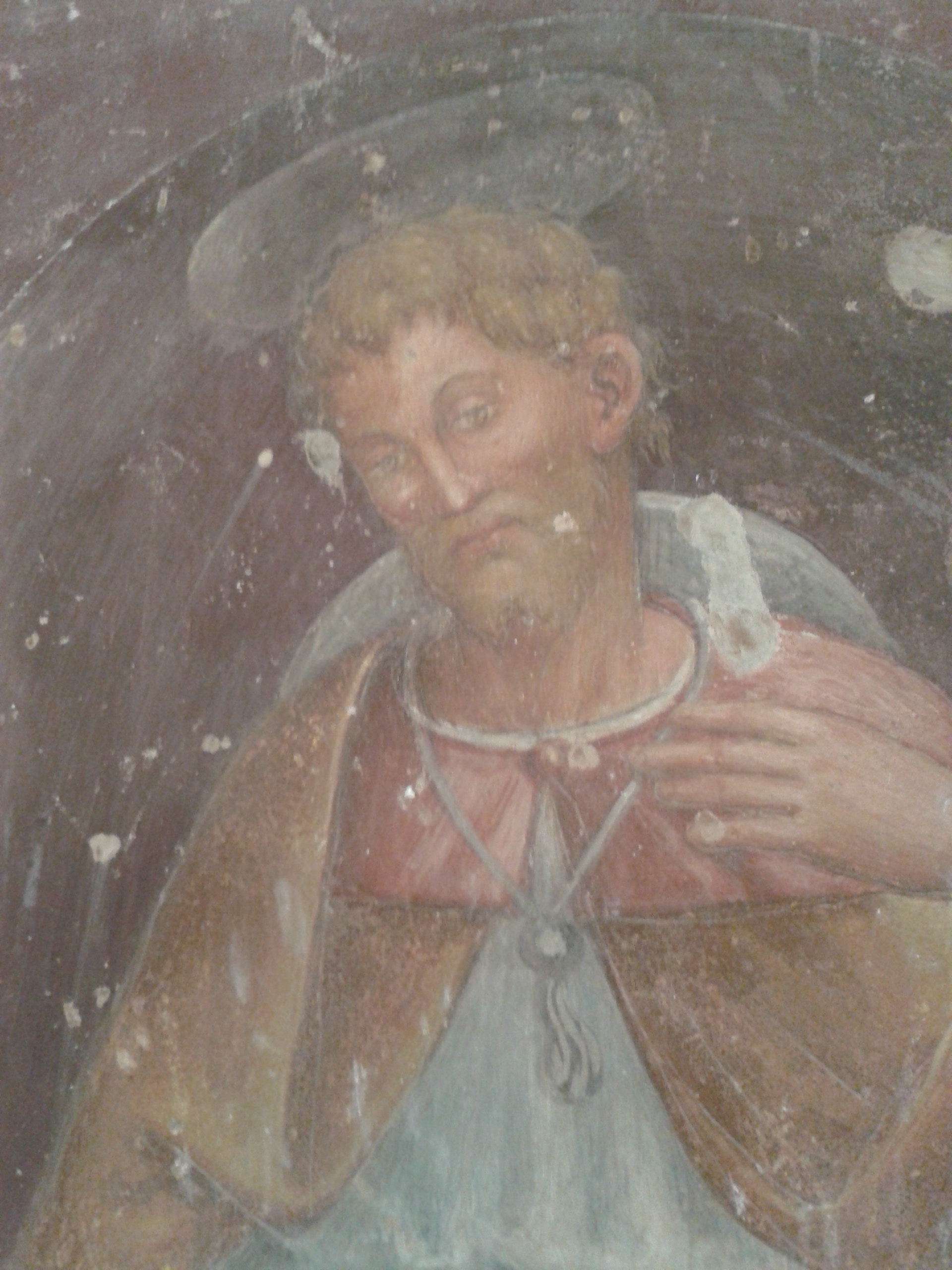
Scene della vita di sant'Antonio abate, chiesa di sant'Antonio Abate, Deruta

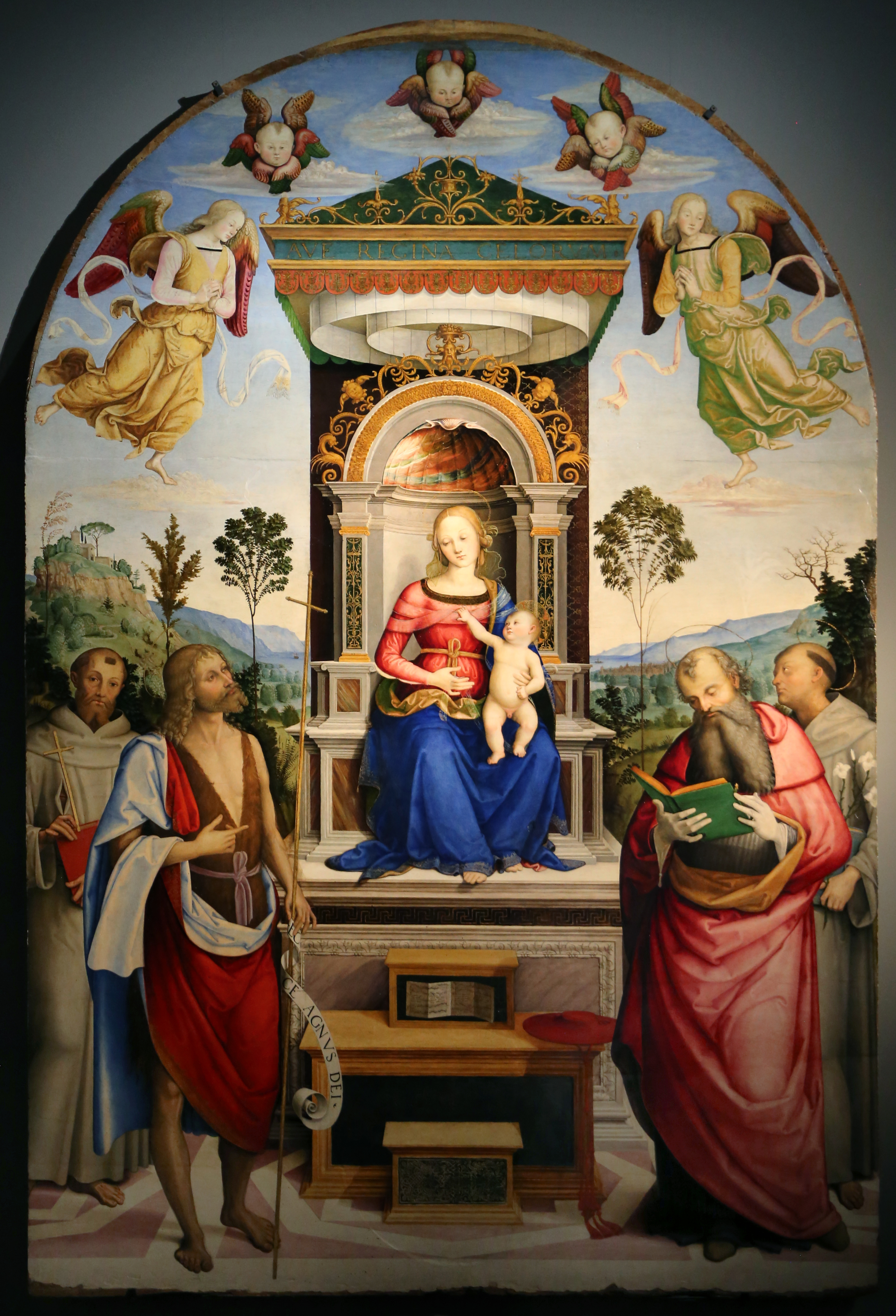
Giovanni Battista Caporali, Madonna in trono con il Bambino e quattro santi, pala per la chiesa di San Girolamo a Perugia, 1510-12, Galleria nazionale dell'Umbria

Giovanni Battista Caporali detto Bitte (Perugia, 1475 – Perugia, circa 1560) è stato un architetto, pittore e miniatore italiano.

## Biografia
Chiamato anche Bitte, diminutivo del suo nome, oppure dal Vasari Benedetto, fu figlio di Bartolomeo Caporali, pittore e miniatore.
Allievo del Perugino e di Luca Signorelli, tra i suoi primi lavori firmati, una Madonna e Santi, risalì al 1492, evidenziando una forte influenza del Signorelli.
Agli inizi di carriera Caporali collaborò con il Perugino e il Pinturicchio, con cui operò nel 1503 per la chiesa di Santa Maria della Fratta ad Umbertide, ultimando l'Incoronazione della Vergine (Pinacoteca vaticana), influenzata dal Raffaello.
Nel 1510 lavorò per l'affresco con il Salvatore in trono, tra san Pietro e san Giovanni Battista, nella parrocchiale di Cereseto presso Panicale (lago Trasimeno), di ispirazioni raffaellesche e sempre meno perugine, oltre che nella tavola con la Vergine e il Bimbo tra santi, per la chiesa di San Gerolamo (Galleria nazionale dell'Umbria).
La sua carriera pittorica proseguì con le Storie di sant'Antonio in Sant'Antonio di Deruta (1517), con la Natività per la chiesa di San Michele Arcangelo a Panicale nel 1519, con l'Annunciazione per la cappella Vibi in San Pietro nel 1521, con la Madonna, il Bimbo e due santi nella chiesa di Sant'Agostino a Montefalco nel 1522.
Fu anche un noto architetto, e costruì un palazzo, denominato il Palazzone, vicino a Cortona per conto del cardinale Silvio Passerini, i cui interni furono impreziositi dai suoi affreschi, realizzati in collaborazione con Tommaso Barnabei, meglio conosciuto come "Maso Papacello". Questi lavori furono eseguiti dopo un soggiorno romano, effettuato nel 1509, che modificò il suo stile, al punto da avvicinarlo alla scuola romana del Bramante, di Giuliano da Sangallo, del Peruzzi ed al Manierismo. La sua Storie di Roma si caratterizzò, infatti, dalla suddivisione in finte nicchie portanti statue in chiaroscuro raccolte in prospettive architettoniche, dalle figure ispirate dai modelli raffaelleschi e di Giulio Romano.
L'architettura del Palazzone evidenziò un aspetto severo, sia per la presenza di una grande torre, sia per il bastione merlato che circonda il palazzo, ma anche una certa originalità, come nel giardino a più piani, che costituì uno dei primi esempi di parchi all'italiana.
Molte chiese perugine conservano suoi lavori, purtroppo nelle chiese di Monteluco (1543) e di Montemorcino (1547), i suoi cicli di affreschi non sono sopravvissuti.
Tra gli altri suoi progetti importanti vi furono la cattedrale di Panicale e il Municipio di Perugia.
Caporali fu anche un miniatore, che si distinse con un messale miniato per il duomo di Perugia, con un salterio per Montemorcino Vecchio, e con la miniatura del registro del Sussidiofocolare, n. 357 dell'Archivio di Stato di Perugia, con San Luca, san Ercolano e i cinque notai.
Ebbe come allievo il pittore Organtino di Mariano.
Caporali morì a Perugia intorno al 1560. Nel suo testamento nominò erede il figlio Giulio, anche lui pittore.

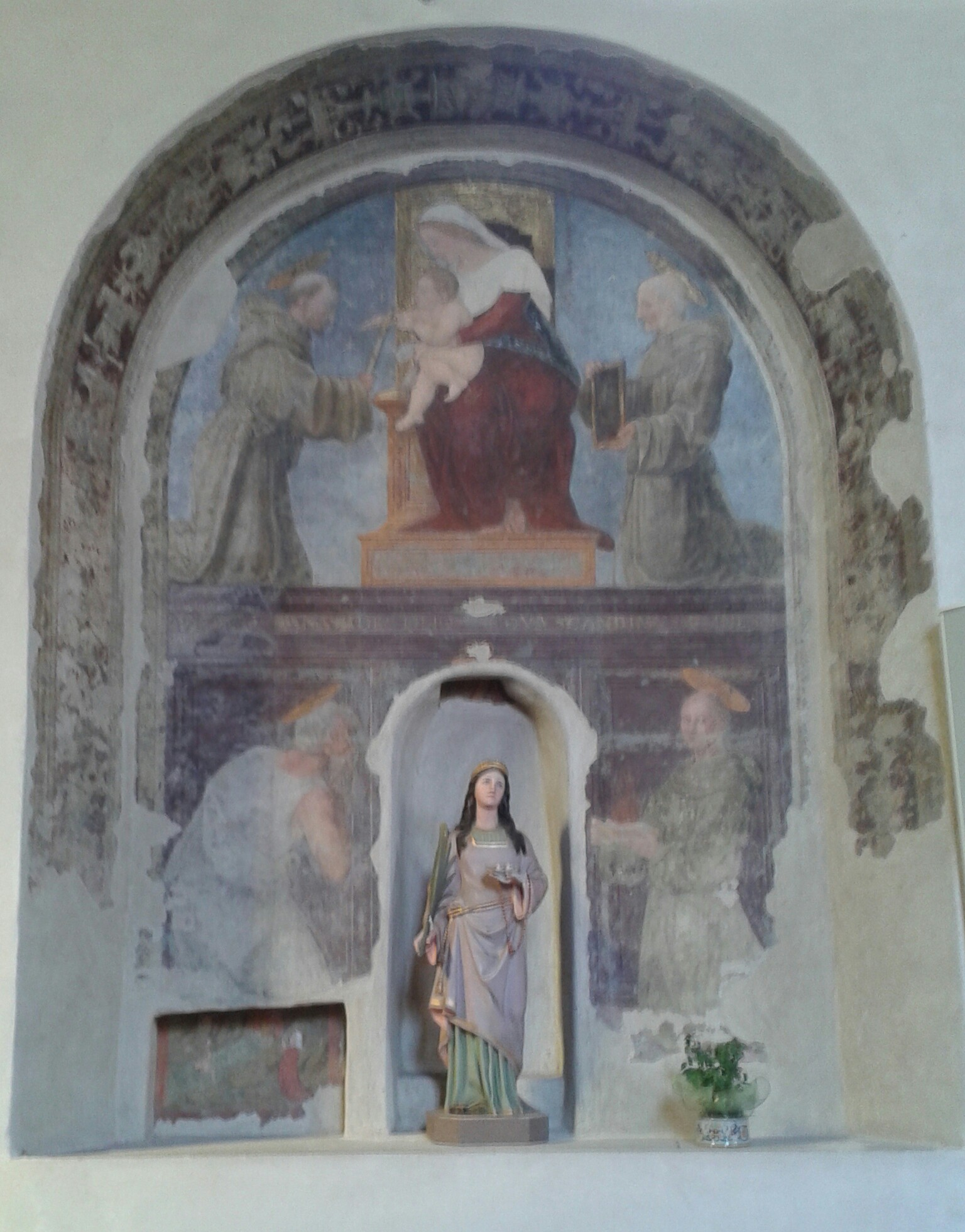
Madonna col Bambino tra san Francesco, san Bernardino da Siena, san Girolamo e sant'Antonio da Padova, chiesa di San Francesco, Deruta
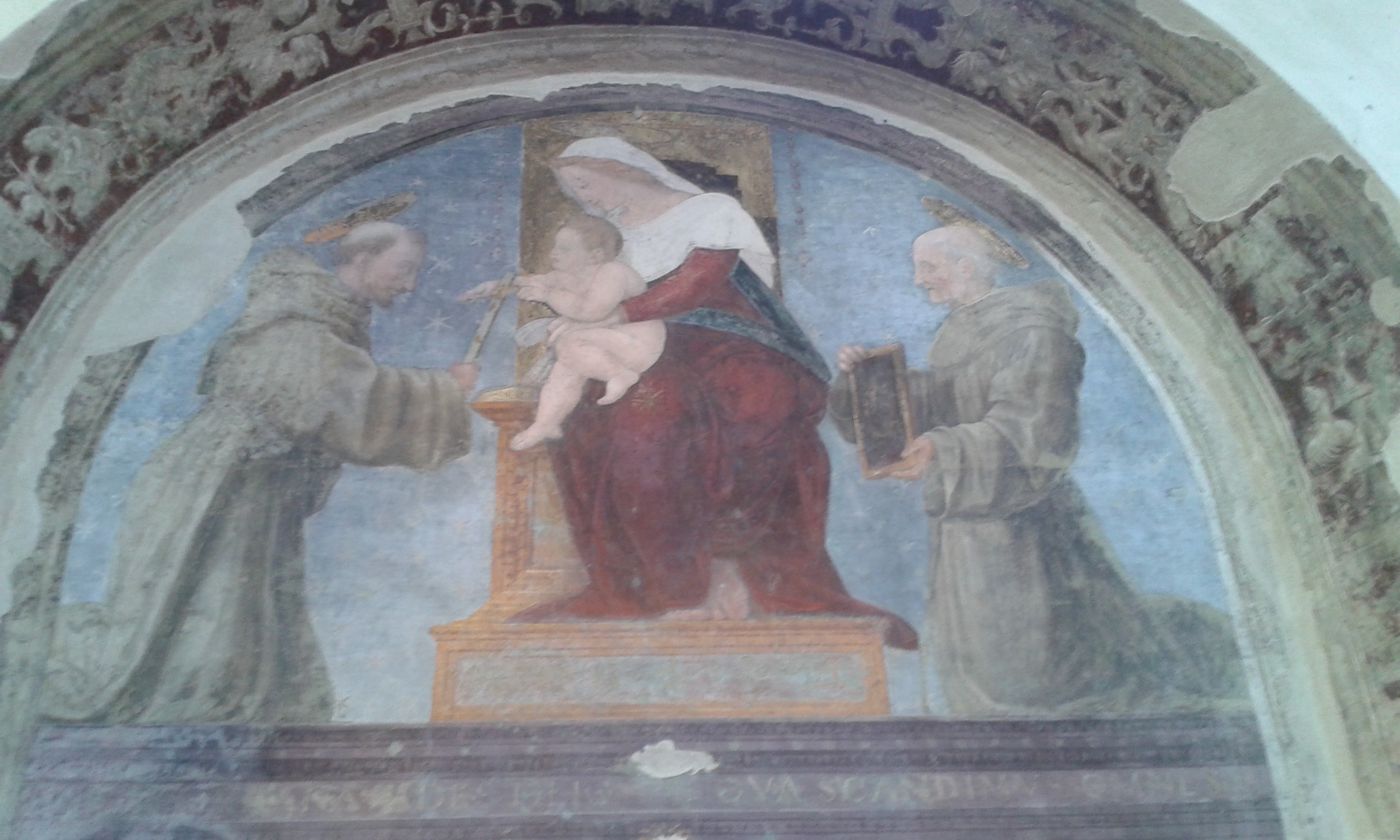
Madonna col Bambino tra santi, particolare, chiesa di San Francesco, Deruta
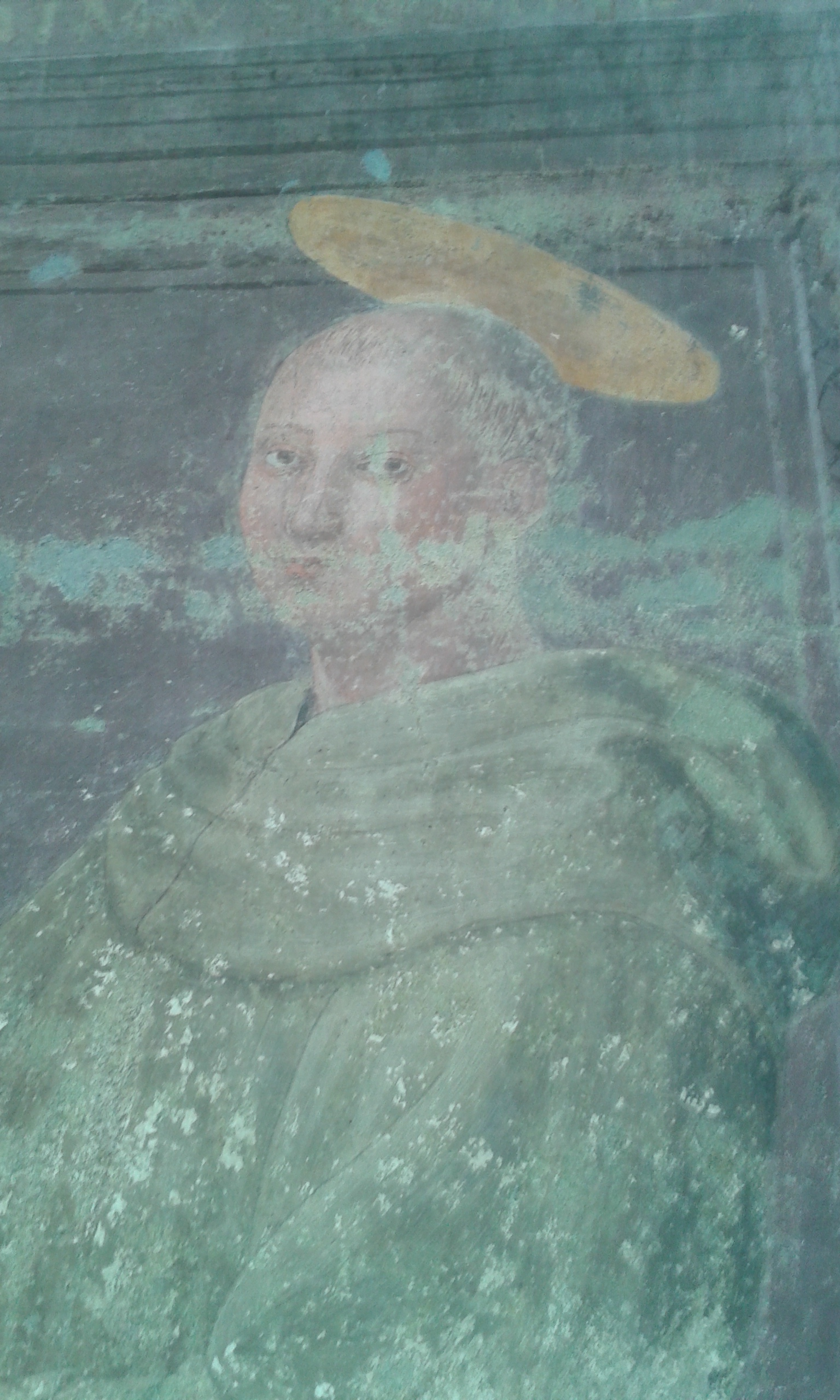
Madonna col Bambino tra santi, particolare di sant'Antonio da Padova, chiesa di San Francesco, Deruta
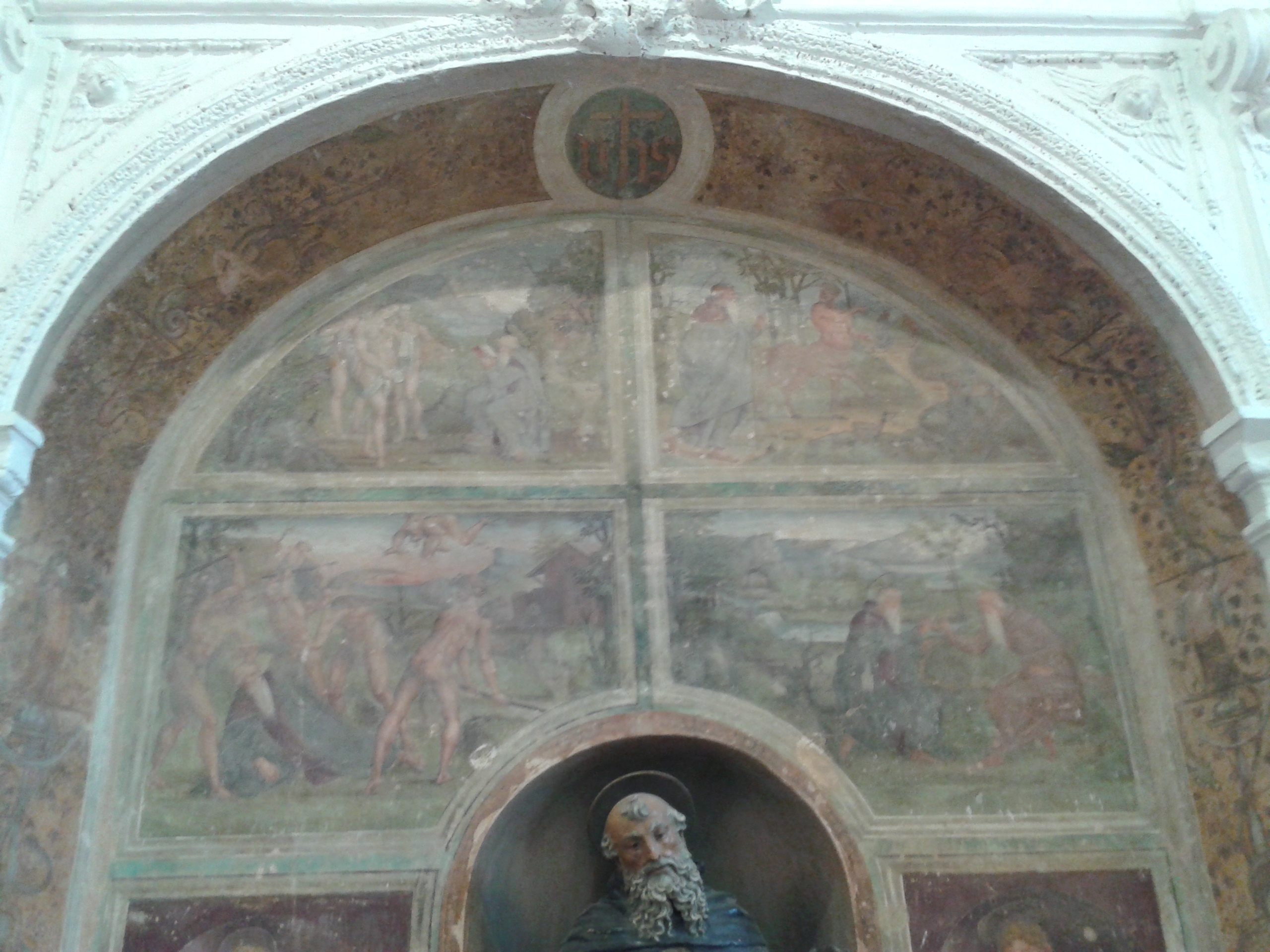
Scene della vita di sant'Antonio abate, Chiesa di sant'Antonio Abate, Deruta